# スズキ・イグニス
イグニス (IGNIS) は、スズキが製造・販売していたクロスオーバーSUV型のコンパクトカーである。

## 概要
軽クロスオーバーSUVのハスラーと、小型クロスオーバーSUVのエスクードの間を埋める新ジャンルのモデルとして企画された。車格やデザイン的に初代スイフトの後継モデル的な位置付けとなっている。2015年にジュネーブ国際モーターショーで小型4WDのコンセプトカーである「iM-4」が世界初公開された後、AセグメントコンパクトカーとSUVを融合させた「コンパクトクロスオーバー」として第44回東京モーターショーに「イグニス」が参考出品車として出展され、翌2016年（平成28年）に日本で公式発表した。
ラテン語で「炎」を意味する「イグニス」の名称は、かつてスイフトの初代モデルの欧州仕様車に用いられていた。その後、スイフトが2代目にモデルチェンジした際、日本国外でも「スイフト」に名称を統一したために一旦消滅した「イグニス」の名称を再び起用したものである。
2017年からは欧州各国、インド、台湾など海外でも販売を開始。なお、欧州市場では2代目モデルとなり、インド市場では上級車チャネル「NEXA（ネクサ）」で取り扱われる。

## 型式 FF21S型（2016年 - 2024年）
デザインコンセプトは「シンプルアイコニック、シンプルスタンダード」。わかりやすく特徴的なデザインを目指し、人が触れるところの随所に上質感と印象に残るものをちりばめたという。
スズキはイグニスのデザインを構築するにあたり、「スズキらしさ」を表現するために過去のスズキ車のエクステリアデザインをモチーフとして取り入れていることを公言している。
プラットフォームやパワートレーンは2015年にフルモデルチェンジしたソリオ/ソリオバンディット（MA26S/36S）と同じものを用いており、軽量且つ高剛性を特徴とするAセグメント小型車向け新プラットフォームに、デュアルインジェクションシステムを採用し、低回転域でのトルクを向上させたK12C型・デュアルジェットエンジンを搭載。全車種にISG（モーター機能付発電機）と専用リチウムイオンバッテリーを組み合わせたマイルドハイブリッドシステムを標準装備しており、減速時のエネルギー回生やアイドリングストップ後のエンジン再始動をISGが行うことで燃料消費を抑制すると同時に、最長30秒間のモーターアシストを行うことでエンジン負荷を軽減、更なる燃費向上を実現した。
4WD車にはビスカスカップリング式のフルタイム4WDシステムを採用するほか、エンジンブレーキでは減速できないほどの急な下り坂などで、ブレーキペダルを踏まなくても自動的に車速を約7km/hにコントロールするヒルディセントコントロールと、雪道やぬかるみなどの滑りやすい路面での発進時にエンジントルクやブレーキが効果的に作動するように制御させることでスムーズな発進をサポートするグリップコントロールが標準装備される。
安全面ではステレオカメラ方式の衝突被害軽減システムである「デュアルカメラブレーキサポート」をはじめ、誤発進抑制機能、車線逸脱警報機能、ふらつき警報機能、先行車発進お知らせ機能、エマージェンシーストップシグナルを採用し、2つのエアバッグ（SRSカーテン・フロントシートSRSサイド）とセットにした「セーフティパッケージ」として全車にメーカーオプション設定されていたが、2019年7月の仕様変更と2020年2月の一部仕様変更で順次標準装備化された。スピードメーターは1200ccクラスのコンパクトカーとしては珍しく200km/hであり、走りを意識したものとなっている。

### 年表
- 2015年
  - 2月6日 - 第85回ジュネーブ国際モーターショーで、小型4WDのコンセプトカー「iM-4」を出品することを発表し、助手席側サイドのシルエット画像を公開した[5]。
  - 3月3日 - 第85回ジュネーブ国際モーターショーにて「iM-4」を世界初公開[6]。
  - 10月30日 - 第44回東京モーターショーに「イグニス」として参考出品。なお、標準仕様の「イグニス」に加え、大径タイヤやアーチモールなどを採用したコンセプトモデルの「イグニス トレイルコンセプト」も併せて参考出品された[7]。
- 2016年
  - 1月21日 - 公式発表（2月18日販売開始）[8]。

グレード体系は、ESP、ヒルホールドコントロール、エコクール、カラードドアハンドル、15インチフルホイールキャップなどを装備した廉価グレードの「HYBRID MG」、フロントシートベルトショルダーアジャスター、キーレスプッシュスタートシステム、ステアリングオーディオスイッチ[注 5]、助手席バニティミラー（チケットホルダー付）、ラゲッジボード、左右独立リアシートスライド&リクライニング機構、助手席シートバックポケット、16インチアルミホイールなどを追加し、外観のフロント周りや内装のエアコン周りなどにメッキ加飾（エアコン周りはサテンメッキ調）を施し、エアコンをフルオートタイプに格上げした普及グレードの「HYBRID MX」、LEDヘッドランプ、オートライトシステム、LEDフロントフォグランプ、リアフォグランプ、クルーズコントロールシステム、パドルシフト、IRカット機能付フロントガラス、プレミアムUV&IRカットガラス（フロントドア）などを追加し、ステアリングホイールなどの内装の一部を本革巻に変更し、ブラック2トーンルーフのオプションも設定した上級グレードの「HYBRID MZ」の3グレードを設定する。
オーディオは4代目ソリオ/2代目ソリオバンディットに次いで2車種目となるワイドDIN（幅200mm）対応のオーディオガーニッシュを標準採用とした。なお、ラジオアンテナはGTコネクタタイプである。
ボディカラーは橙系の「フレイムオレンジパールメタリック」、水色系の「ネオンブルーメタリック」、金系の「ヘリオスゴールドパールメタリック」の3色の新規色を含む8色を設定するほか、「HYBRID MZ」に設定のブラック2トーンルーフは新規色3色と「ピュアホワイトパール」、「ファーベントレッド」の5色で設定可能である。
環境性能では、全車「平成17年排出ガス基準75%低減レベル（☆☆☆☆）」認定を取得し、平成32年度燃費基準（2WD車は+10%）を達成している[注 6]。
  - 9月29日 -
    - 2016パリモーターショーで欧州仕様車を初公開。前述のとおり、欧州では日本で発売されていた初代スイフトを「イグニス」として販売していたため、2代目モデルとなる。2017年1月より販売が開始された[9]。
    - 日本で2016年度グッドデザイン賞の受賞を発表[10]。

  - 10月17日 - メーカーオプションの全方位モニター付メモリーナビゲーションにおいて、Android Autoの対応化などの機能拡充を行い、既に利用中のユーザー向けにホームページにて配信を開始したことを発表。以降に生産される分についてはソフトウェア更新済の状態で搭載される[11]。
  - 11月16日 - 特別仕様車「Fリミテッド」を発売[12]。

「HYBRID MZ」をベースに、外観はルーフレール・フェンダーアーチモール・サイドアンダーモールを追加し、16インチアルミホイールをガンメタリック塗装に、カラードドアミラーをブラック塗装（ボディカラーで「スーパーブラックパール」を設定した場合はベース車同様にボディカラー同色となる）にそれぞれ変更。内装は本革巻ステアリングホイール・シフトブーツ・本革巻パーキングブレーキレバーにシルバーステッチを施し、センターコンソールとインサイドドアグリップの一部にカーキ塗装を、インパネロア・フロントドアトリム・リアドアアームレストにブラックインテリアをそれぞれ採用。シート表皮はレザー調とし、防汚タイプラゲッジフロア（リアシートバック背面・ラゲッジボード・スライドラゲッジボード）を採用。2WD車は4WD車に標準装備されている助手席シートヒーターも特別装備した。ボディカラーは本仕様車専用の新色「ミネラルグレーメタリック」を含む5色を設定した。
  - 12月1日 - オプションのセーフティパッケージと全方位モニター付メモリーナビゲーション装着車が、2016年度JNCAP予防安全性能アセスメントにおいて、同年度から新たに設けられた「ASV++（ダブルプラス）」をスズキ車で初めて獲得したことを発表した[13]。
- 2017年
  - 4月12日 - ワールド・カー・アワーズが2017年より全長4m程度までのモデルを対象に「世界で最も都市に似合う車」を選出する部門賞として新設された「2017ワールド・アーバン・カー部門 TOP3（上位3モデル）」を受賞した[14]。
  - 4月19日 - 上海モーターショーにて中国仕様車を公開。中国では年内に投入する計画で、日本仕様車と同じく相良工場で生産された後に中国へ輸出し、販売会社であるスズキ中国を通じて販売される[15]。
  - 9月1日 - 仕様変更。メーカーオプション「全方位モニター付メモリーナビゲーション」が廃止され、その代わりに「全方位モニター用カメラパッケージ」が設定された。なお、イグニスの「全方位モニター用カメラパッケージ」は、全方位モニター用カメラ、フロント2ツイーター&リア2スピーカー、ステアリングハンズフリースイッチの3点で構成されており、「HYBRID MG」にはステアリングオーディオスイッチも追加される。また、ボディカラーの設定も一部変更され、青系の「ブーストブルーパールメタリック」を4代目スイフト設定色の「スピーディーブルーメタリック」へ差し替えられた。
  - 12月7日 - 特別仕様車「Sセレクション」を発売[16]。

「HYBRID MX」をベースに、外観はヘッドランプがLEDに変更され、LEDポジションランプを追加。内装はステアリングホイールが本革巻に変更され、内装色はボディカラーに応じて「チタン」又は「オレンジ」が設定された。装備面はベースグレードではメーカーオプションの「セーフティパッケージ」での設定となっているデュアルカメラブレーキサポート、誤発進抑制機能、車線逸脱警報機能、ふらつき警報機能、先行車発進お知らせ機能、エマージェンシーストップシグナルの6点が標準装備されたほか、オートライトシステムも装備され、2WD車は4WD車に装備されている助手席シートヒーターも装備された。
なお、「Sセレクション」の発売と合わせ、特別仕様車「Fリミテッド」においても仕様変更が行われた。従来は「セーフティパッケージ」としてメーカーオプション設定されていたデュアルカメラブレーキサポート、誤発進抑制機能、車線逸脱警報機能、ふらつき警報機能、先行車発進お知らせ機能、エマージェンシーストップシグナル、SRSカーテンエアバッグ、フロントシートSRSサイドエアバッグの8点が標準装備化された。
- 2018年7月 - 仕様変更。前述の「全方位モニター用カメラパッケージ」において、GPSアンテナ、TV用ガラスアンテナ、USBソケットの3点が追加された。
- 2019年
  - 4月 - ボディカラーの設定を変更。「ヘリオスゴールドパールメタリック」が廃止された（「HYBRID MZ」に設定の「ヘリオスゴールドパールメタリック ブラック2トーンルーフ」も同時に廃止）。
  - 7月1日 - 仕様変更。

「HYBRID MX」と「HYBRID MZ」は従来「セーフティパッケージ」としてメーカーオプション設定されていたデュアルカメラブレーキサポート、誤発進抑制機能、車線逸脱警報機能、ふらつき警報機能、先行車発進お知らせ機能、エマージェンシーストップシグナル、SRSカーテンエアバッグ、フロントシートSRSサイドエアバッグの8点が標準装備化され、「HYBRID MG」は「全方位カメラパッケージ」が「セーフティパッケージ」との同時装着時のみ設定可能に変更された。また、ボディカラーに「キャラバンアイボリーパールメタリック」[注 7]と「ラッシュイエローメタリック」[注 8]の2色を追加して9色となり、「HYBRID MZ」に設定のブラック2トーンルーフにも新色2色が追加設定され、6色となった。
  - 7月11日 - 特別仕様車「HYBRID MGリミテッド」を発売[17]。

「HYBRID MG」をベースに、通常は「セーフティパッケージ」としてメーカーオプション設定されているデュアルカメラブレーキサポート、誤発進抑制機能、車線逸脱警報機能、ふらつき警報機能、先行車発進お知らせ機能、エマージェンシーストップシグナルの6点が特別装備され、フルオートエアコンとキーレスプッシュスタートシステムも特別装備された。外観はフロントグリルガーニッシュとフロントフォグランプベゼルにメッキが施され、内装はエアコンセンタールーバーとエアコンサイドルーバーリングにサテンメッキ調、インサイドドアハンドルとパーキングブレーキボタンにメッキ、センターコンソールとフロントインサイドドアグリップの一部に高輝度ガンメタリック塗装がそれぞれ施された。ボディカラーは7月1日の仕様変更で追加された新色の「キャラバンアイボリーパールメタリック」を含む5色が設定される。
- 2020年2月4日 - 一部仕様変更（2型）[18]。

既存グレードの「HYBRID MG」・「HYBRID MX」・「HYBRID MZ」は外観のフロントグリルを5スロットグリルモチーフに、リアバンパーはボディカラー同色にそれぞれ意匠変更された。内装はシート表皮やメーター盤面の意匠が変更されたほか、「HYBRID MX」と「HYBRID MZ」にはボディカラーに応じてブルーとガンメタリックの2色のインテリアカラーが設定された。オートライトシステムは日本国内のスズキ車で初となる夜間の降車時にヘッドランプが一定時間点灯して周囲を照らすほか、乗車前に携帯リモコンにより遠隔でドアロックを解除した場合でも自動でヘッドランプが点灯するガイドミーライト機能を追加。4WD車に装備されている助手席シートヒーターを2WD車にも拡大して全車標準装備になったほか、「HYBRID MX」と「HYBRID MZ」には助手席シートポケットを追加。「HYBRID MG」は従来「セーフティパッケージ」での設定だったデュアルカメラブレーキサポート、誤発進抑制機能、車線逸脱警報機能、ふらつき警報機能、先行車発進お知らせ機能、SRSカーテンエアバッグ、フロントシートSRSサイドエアバッグの8点が標準装備化され、新たに「スズキ セーフティ サポート 非装着車」が設定された（非装着車を設定した場合、「全方位モニター用カメラパッケージ」の設定が不可となる）。
新グレードとして、「HYBRID MF」を追加。外観はフロントバンパーをスキッドプレート調の専用品に変え、リアバンパーに一部シルバー塗装が施されたほか、ルーフレール、フェンダーアーチモール、サイドアンダーモールを追加。ボディカラーはモノトーン・ブラック2トーンルーフ共に「プレミアムシルバーメタリック」の設定が不可となる代わりに、本グレード専用色として、新色の「タフカーキパールメタリック」をモノトーン・ブラック2トーンルーフ共に設定。さらに、モノトーンには特別仕様車「Fリミテッド」に設定されていた「ミネラルグレーメタリック」もカタログカラーへ格上げされる形で設定される。なお、「ファーベントレッド」はモノトーン専用色となった。内装はシート表皮がレザー調となり、インテリアカラーはボディカラーに応じてカーキとガンメタリックが設定される。また、リアシートバック背面とスライドラゲッジボードには防汚タイプラゲッジフロアが採用された。
なお、一部仕様変更に伴い、WLTCモード走行における排出ガス及び燃料消費率に対応し、「平成30年排出ガス基準50%低減レベル（☆☆☆☆）」認定を取得したものの、2020年度燃費基準未達成のため、燃費基準達成ステッカーが装着されなくなった。
- 2021年
  - 4月 - 仕様変更。2030年度燃費基準に対応し、2WD車は「2030年度燃費基準70%達成」、4WD車は「同65%達成」となった[19]。
  - 9月7日 - 一部仕様変更[20]（3型）。

グレード体系が整理され、従来の「HYBRID MX」・「HYBRID MZ」に替わり、LEDヘッドランプ、フォグランプ（LEDフロント、リア）、パドルシフトなどを装備した「HYBRID MV」が追加され、既存の「HYBRID MG」・「HYBRID MF」と合わせて3グレードとなった。
外観では、「HYBRID MF」に採用されていたスキッドプレート調デザインのフロントバンパーや一部シルバー塗装のリアバンパーを「HYBRID MG」と「HYBRID MV」にも拡大してバンパーデザインを統一。装備面では、キーレスプッシュスタートシステムやフルオートエアコンを「HYBRID MG」にも拡大（全車標準装備化）され、「HYBRID MF」にはラゲッジシェルフが新たに装備された。
なお、一部仕様変更に伴い、ボディカラーの設定が変更され、モノトーンはスピーディーブルーメタリック、プレミアムシルバーメタリック（メーカーオプション/「HYBRID MF」を除く）、ラッシュイエローメタリック、ネオンブルーメタリックの4色を廃止して7色に、ブラック2トーンルーフ（メーカーオプション/「HYBRID MG」を除く）はフレイムオレンジパールメタリック、タフカーキパールメタリック、キャラバンアイボリーパールメタリックの3色にそれぞれ整理され、従来は「HYBRID MF」専用色だったタフカーキパールメタリックとミネラルグレーメタリックが「HYBRID MG」と「HYBRID MV」にも（「HYBRID MV」はタフカーキパールメタリック ブラック2トーンルーフも）設定が可能となった。また、燃料消費率がWLTCモードのみから、WLTCモードとJC08モードの併記に移行された。
- 2024年
  - 2月末 - 日本国内における生産を終了。以後、流通在庫のみの販売となる。
  - 4月26日 - 日本国内における販売を終了。

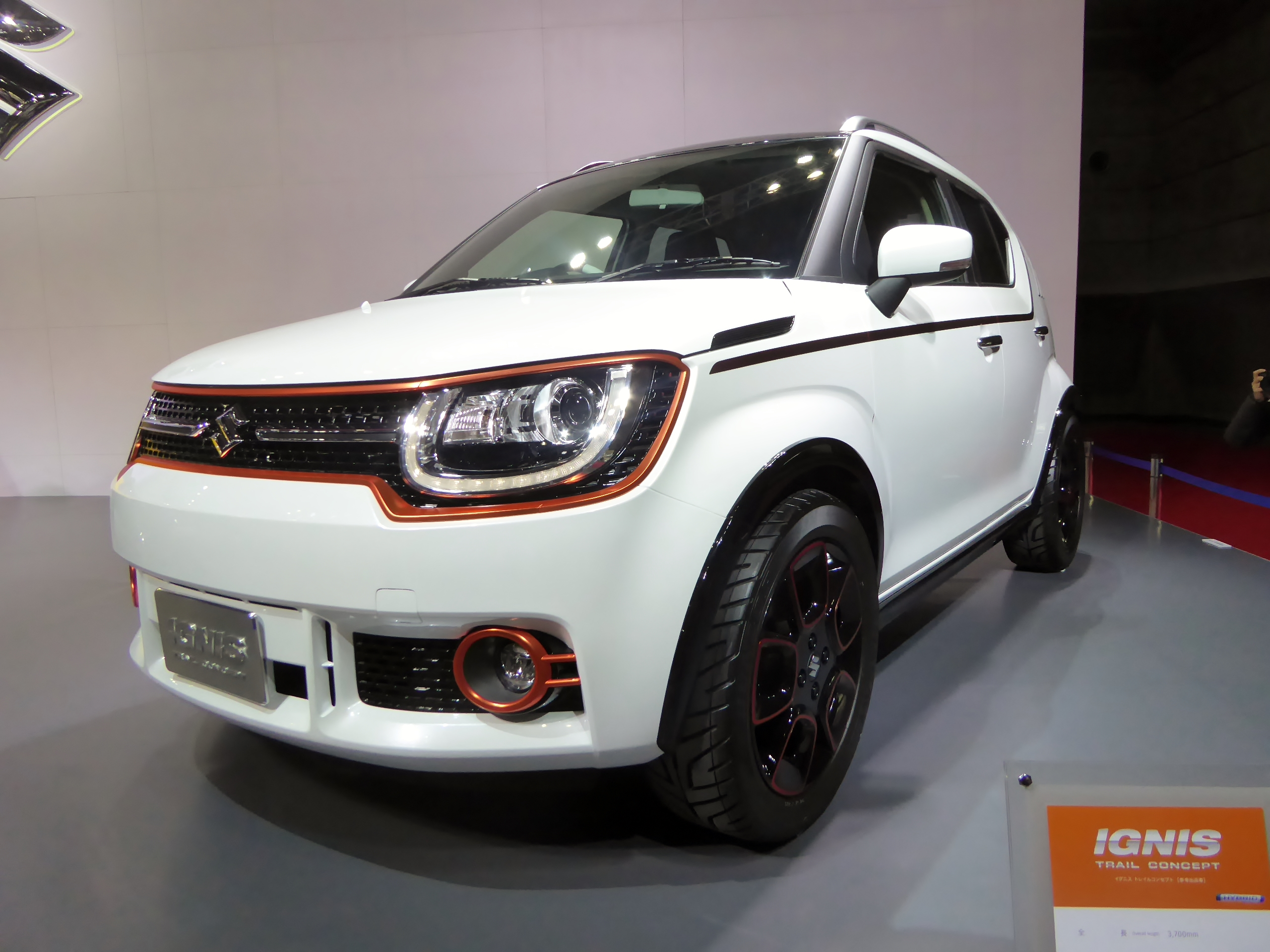
「イグニス トレイルコンセプト」（大阪モーターショー2015参考出品車両）
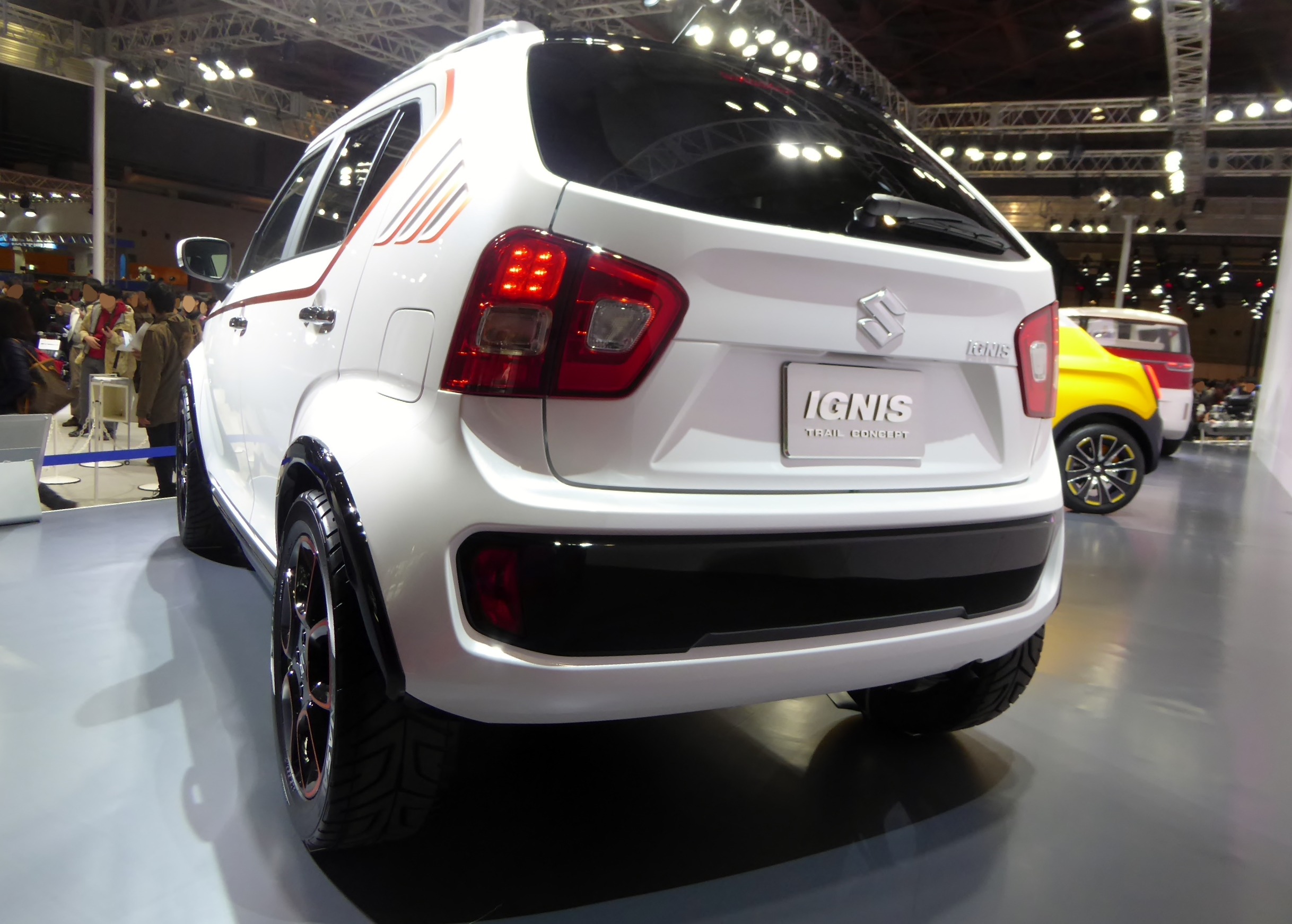
「イグニス トレイルコンセプト」（大阪モーターショー2015参考出品車両） リア
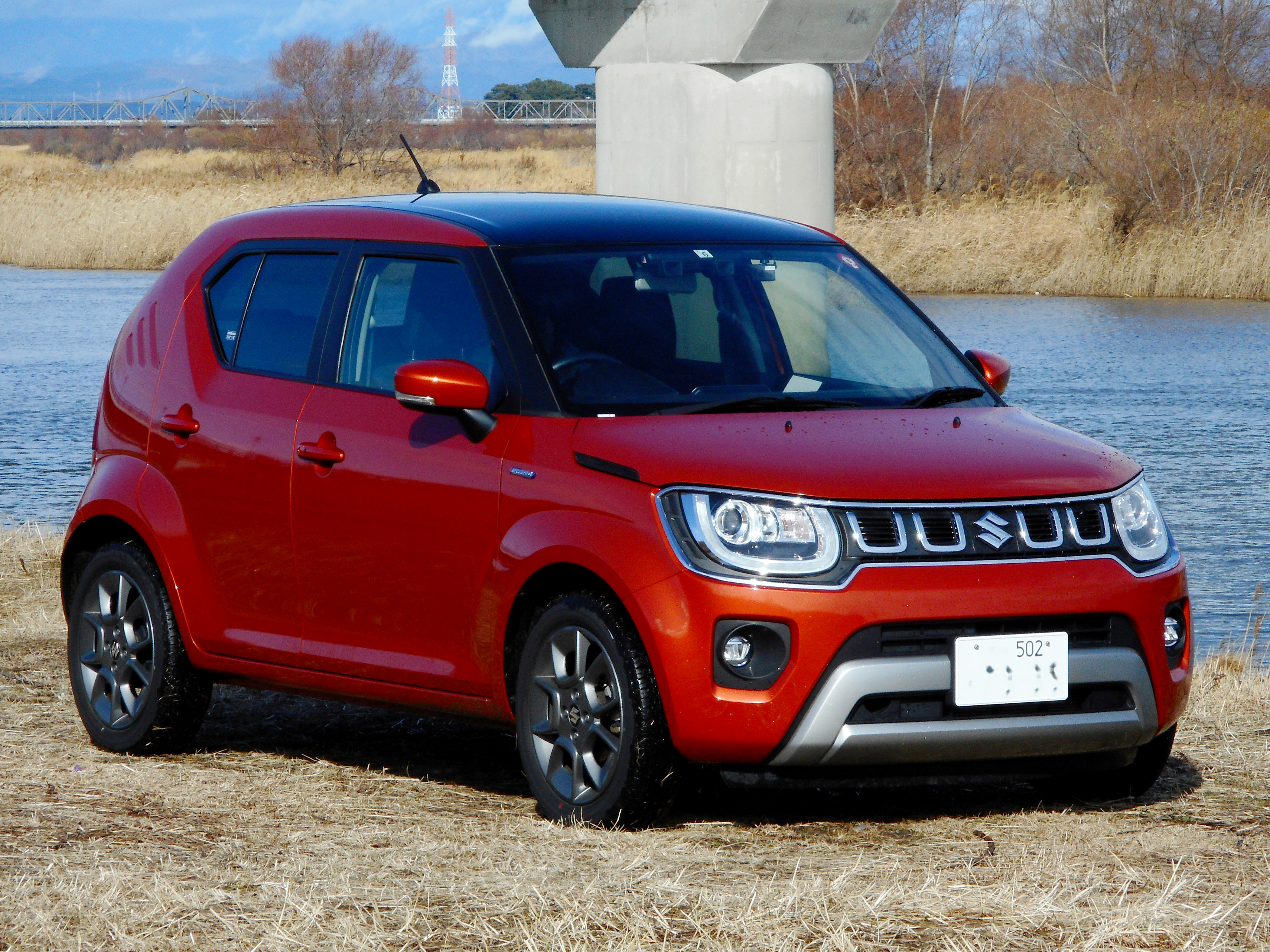
日本仕様 3型 HYBRID MV フロント
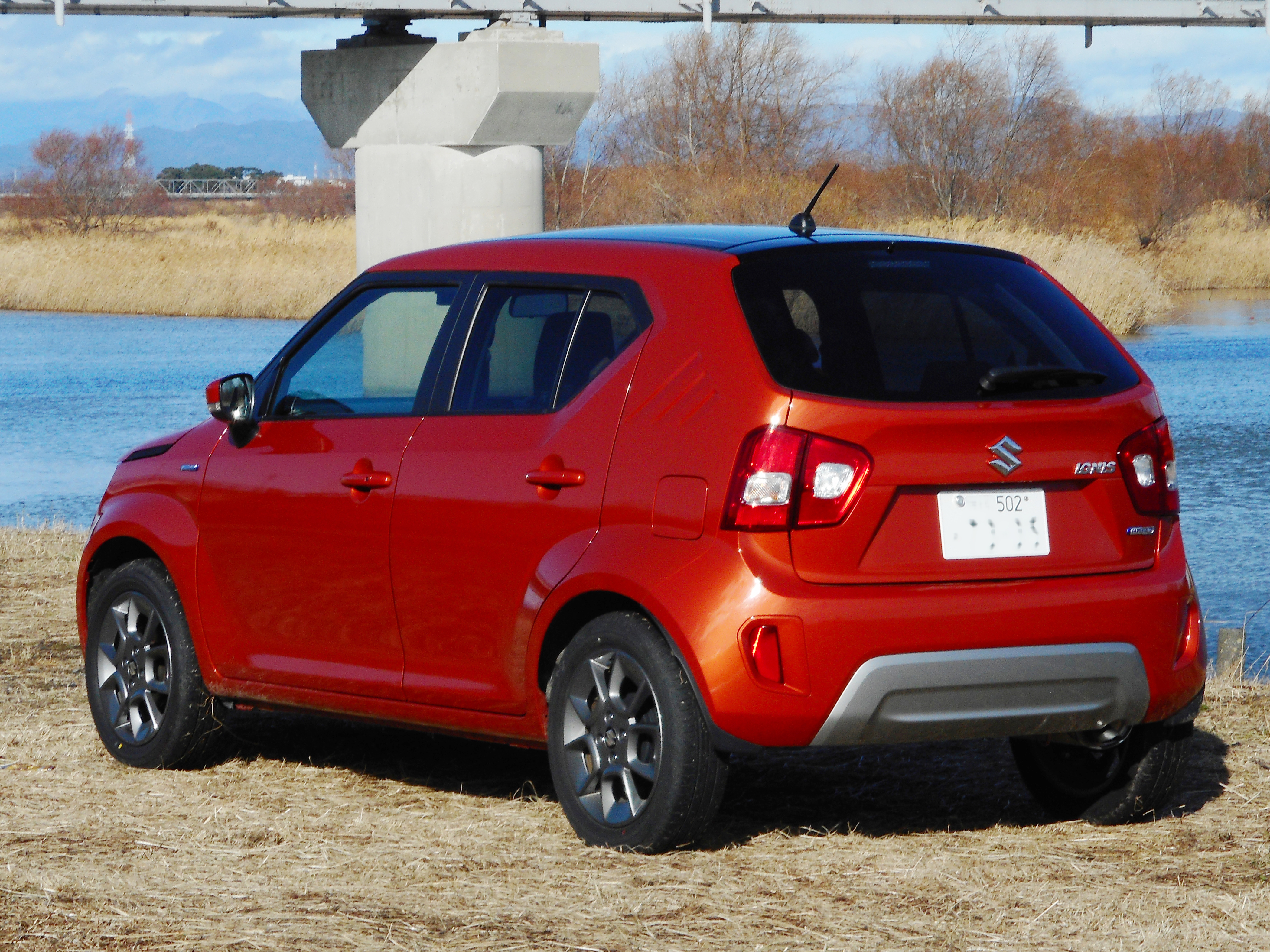
日本仕様 3型 HYBRID MV リア
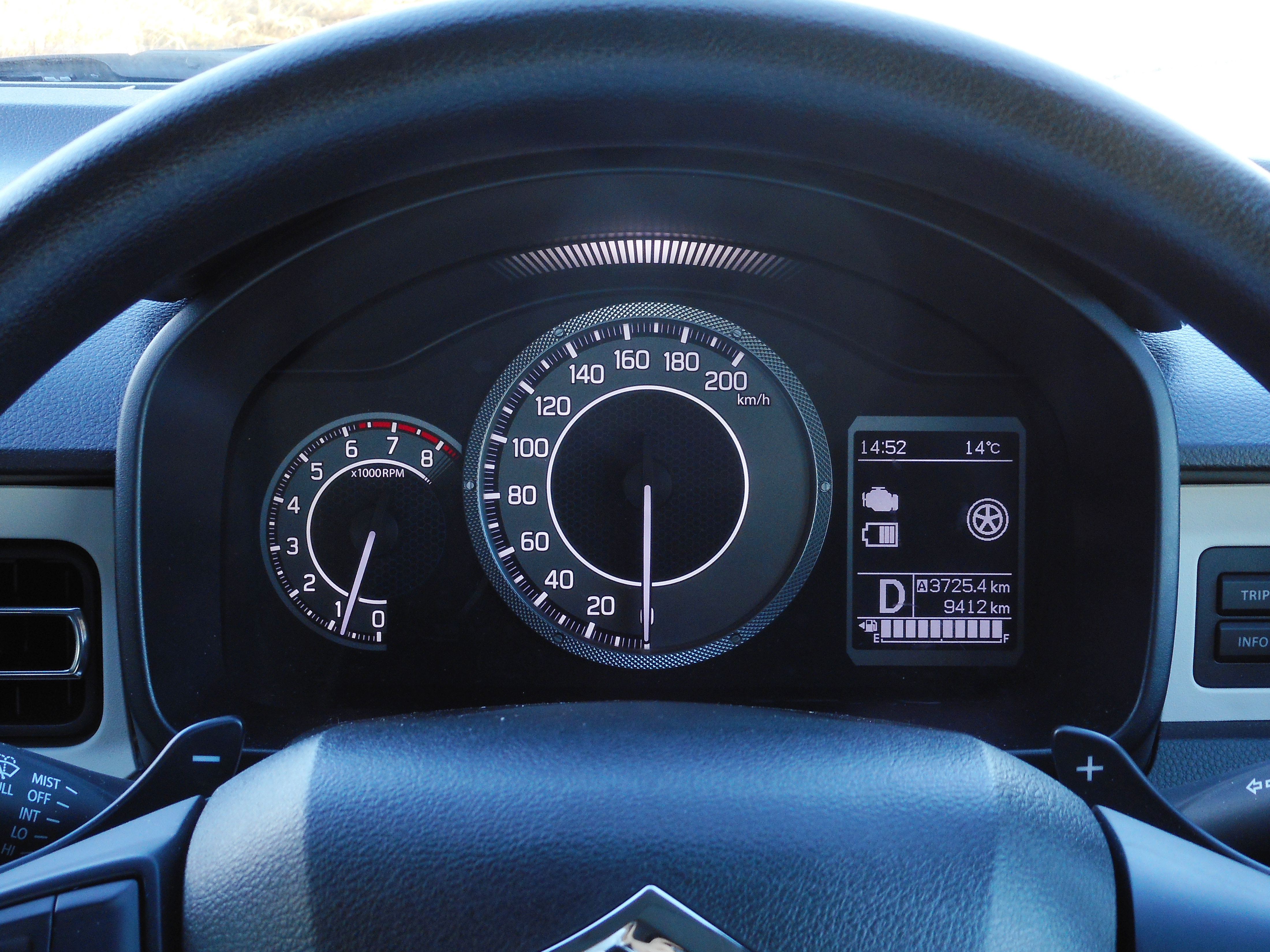
日本仕様 3型 HYBRID MV メーターパネル
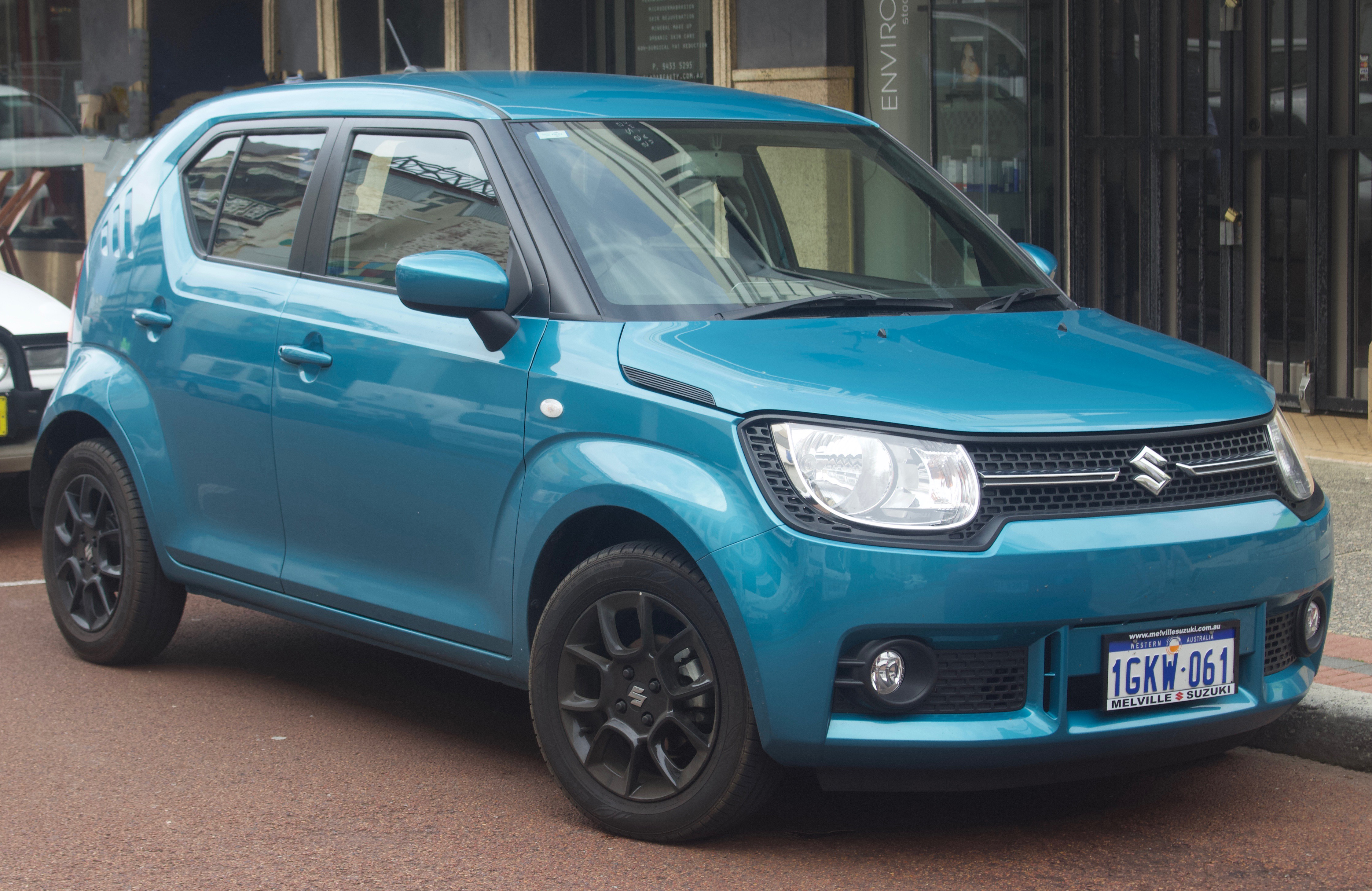
オーストラリア仕様 GLX フロント
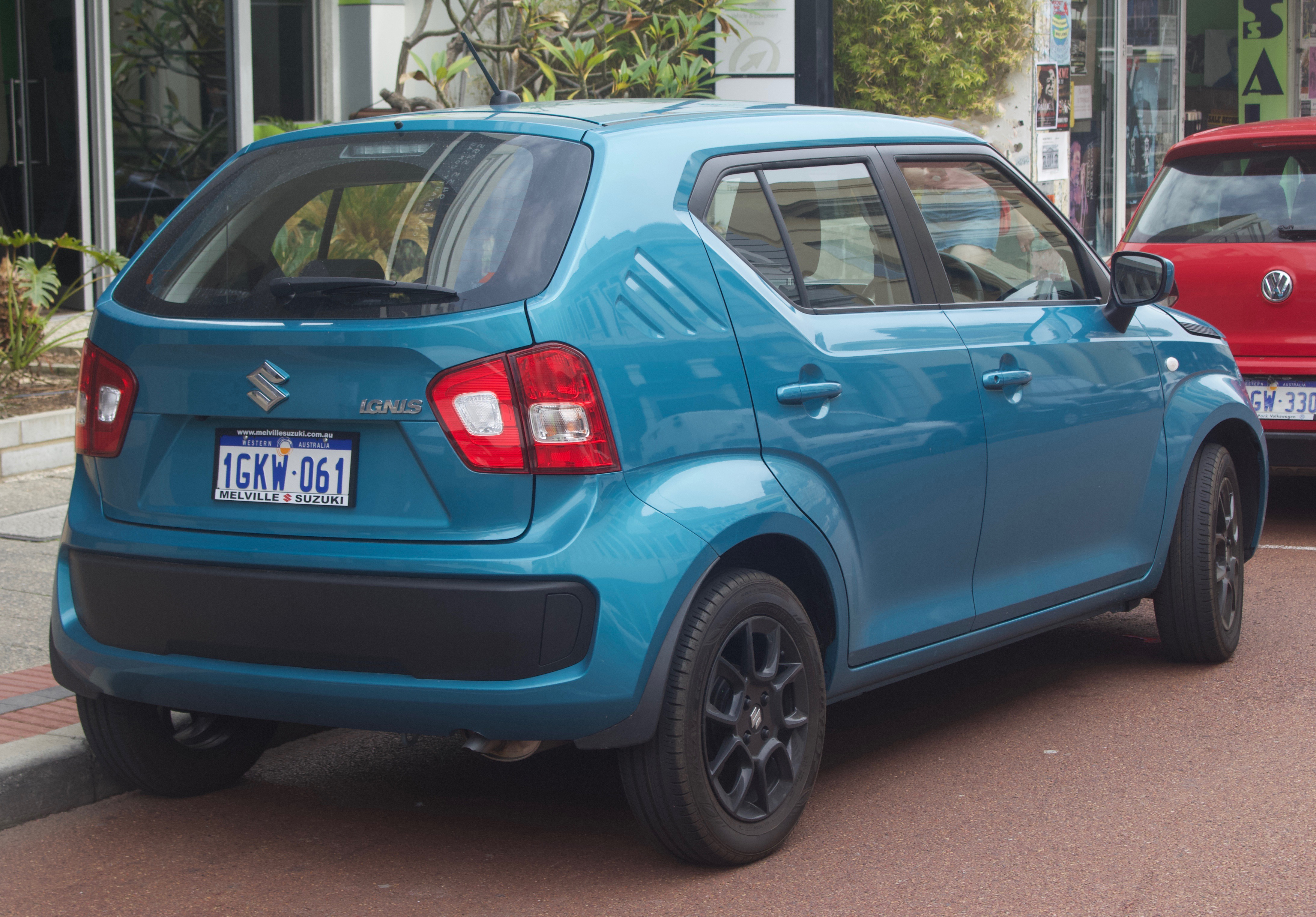
オーストラリア仕様 GLX リア
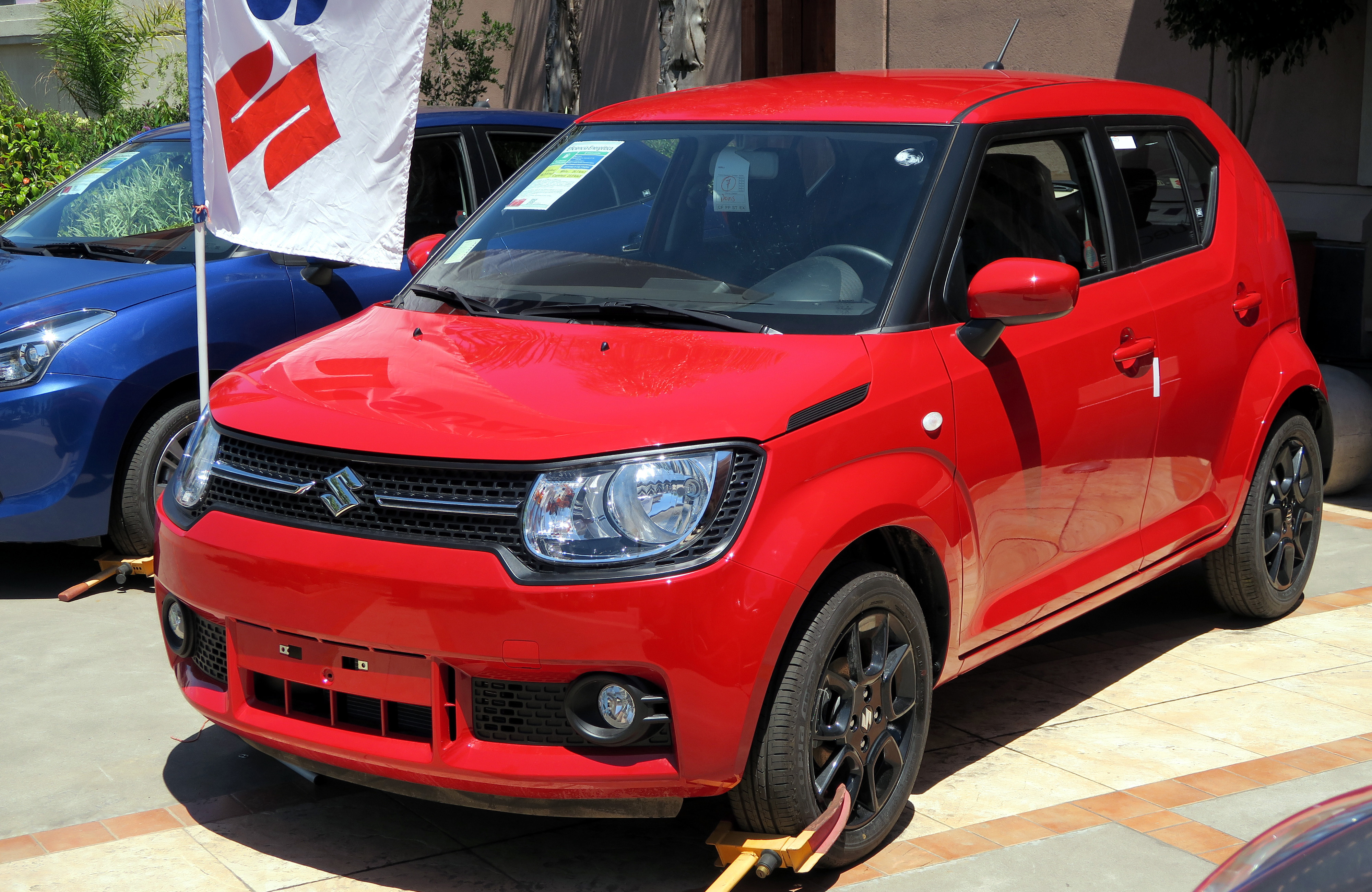
チリ仕様 1.2L GL フロント
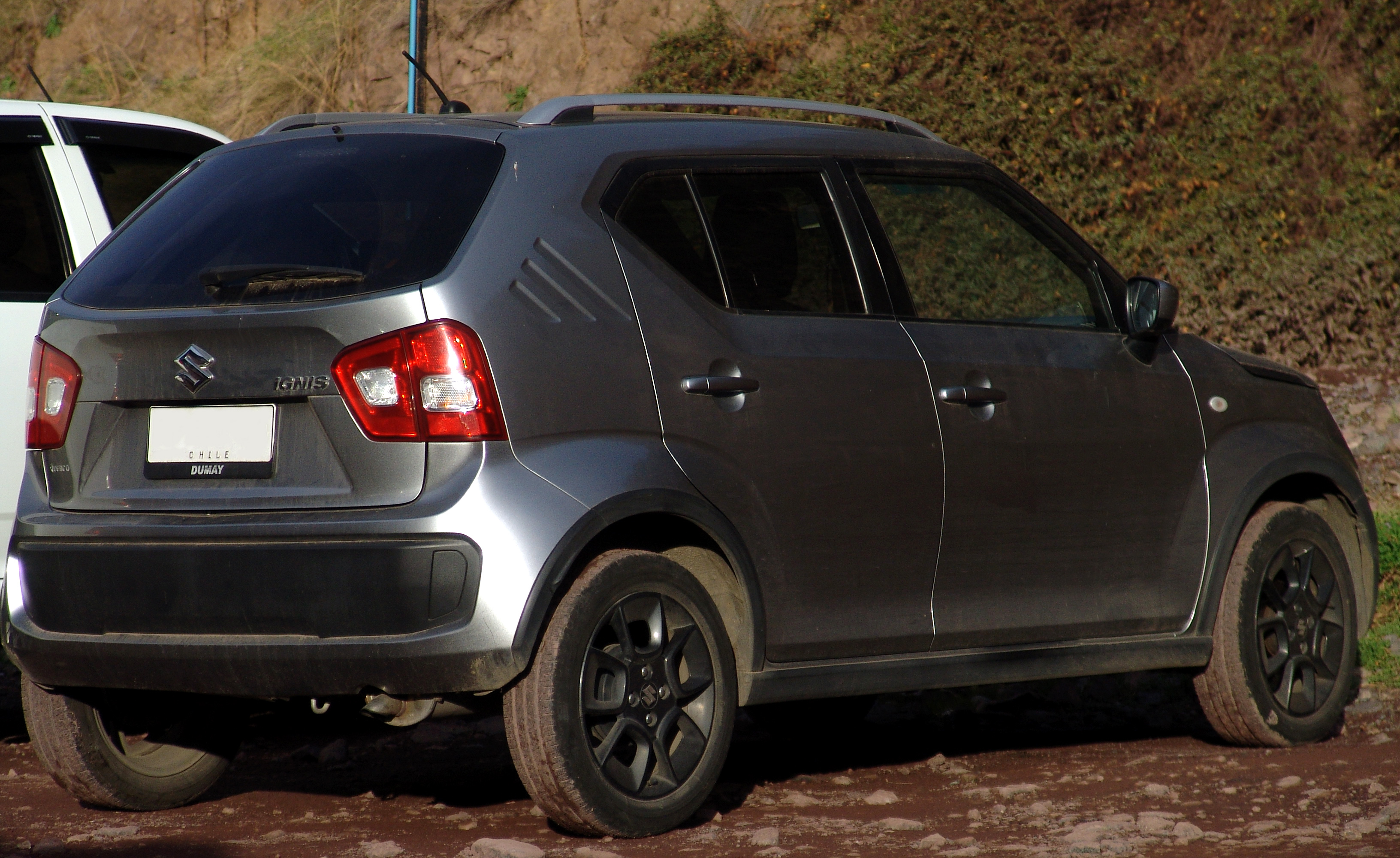
チリ仕様 1.2L GL リア
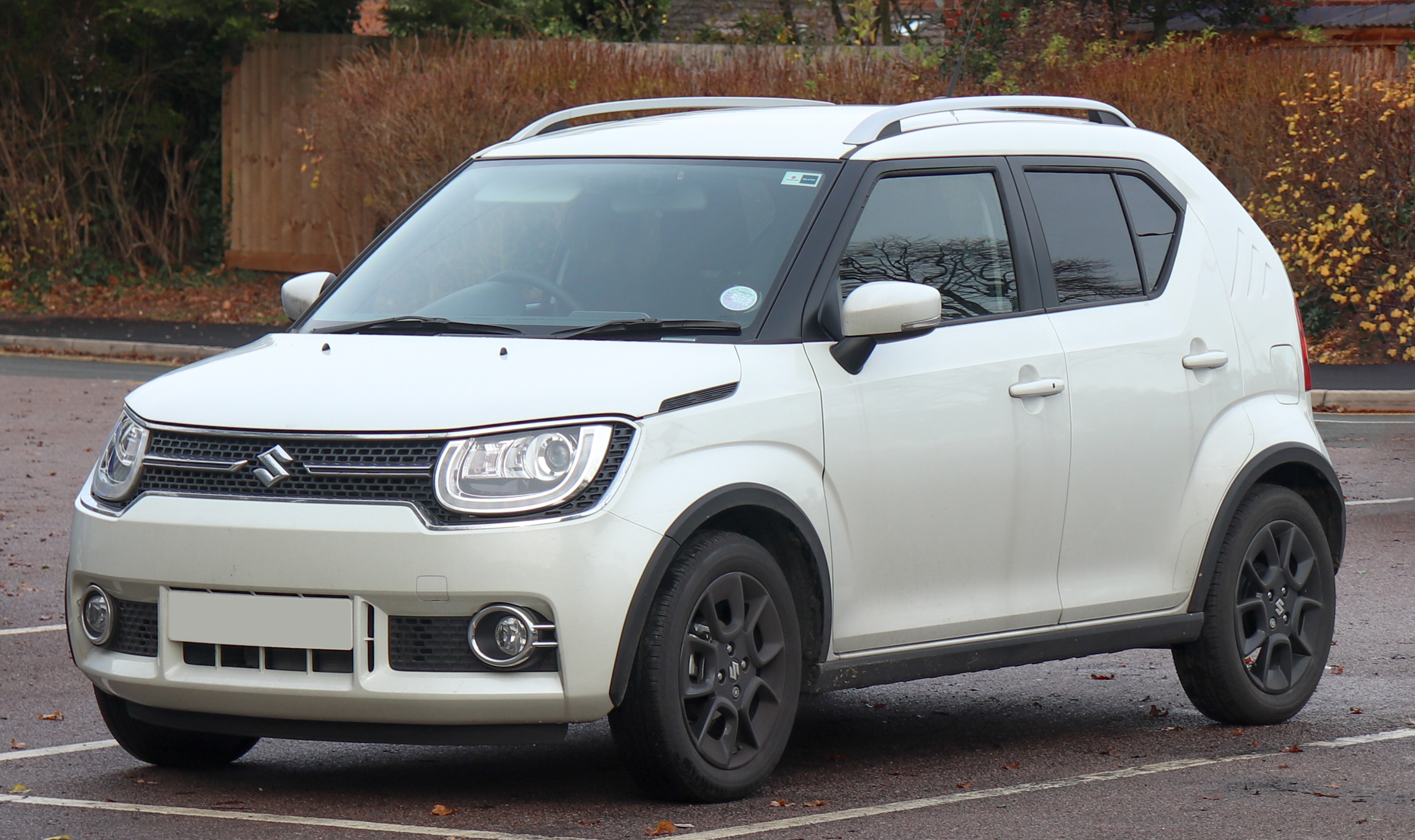
英国仕様 SZ5 SHVS ALLGRIP 1.2 フロント
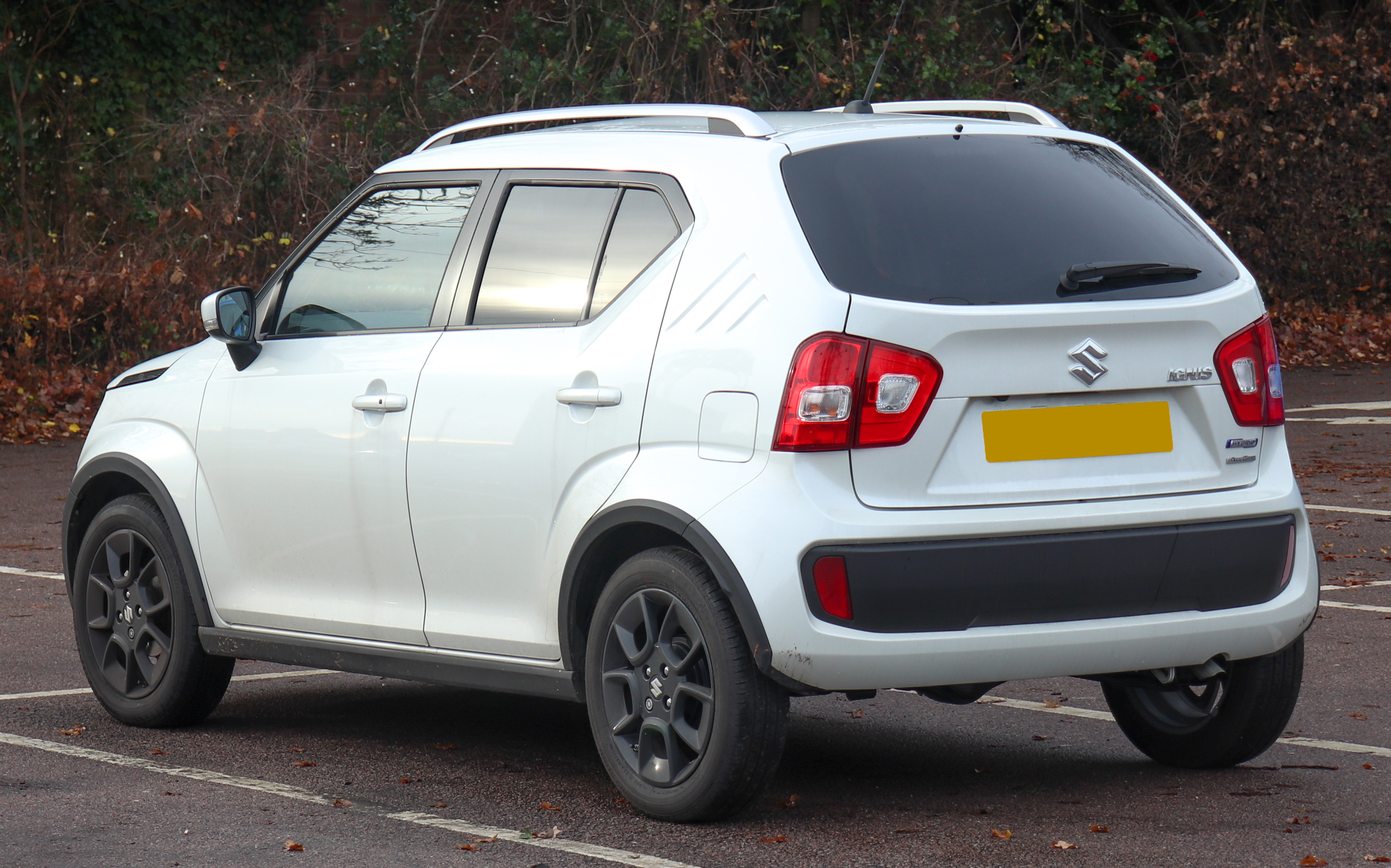
英国仕様 SZ5 SHVS ALLGRIP 1.2 リア